# Deisenhofen (stacja kolejowa)
Deisenhofen (niem. Bahnhof Deisenhofen) – stacja kolejowa w Deisenhofen (gmina Oberhaching), w kraju związkowym Bawaria, w Niemczech. Położona jest na południe od Monachium. Według DB Station&Service ma kategorię 4. Jest częścią systemu S-Bahn w Monachium.

## Historia
Stacja Deisenhofen została otwarta w 1862 roku przez Bayerischen Maximiliansbahn jako część linii Monachium – Holzkirchen. Ponadto od 10 października 1898 roku ma połączenie ze stacją München Ost. Od 1972 roku stacja jest zintegrowana z siecią S-Bahn w Monachium.

## Linie kolejowe
- Linia München – Holzkirchen
- Linia München Ost – Deisenhofen